# 春的詛咒
《春的詛咒》是小西明日翔所創作的日本漫畫，《月刊Comic ZERO-SUM》2016年1月號至2017年1月號期間連載。這是小西首部長篇連載作品。改編電視劇由2021年5月22日至6月26日於東京電視網播映，高橋光主演。

## 故事概要
立花夏美的妹妹立花春在19歲就因病離世。春生前有個由雙方父母作主的未婚夫——柊冬吾。在春死後，冬吾想跟夏美交往，而夏美以「帶我去你跟妹妹去過的地方」為條件而接受。

## 角色列表
立花夏美
主角。將春視為自己唯一的親人。
柊冬吾
曾是春的戀人。
立花春
夏美的妹妹。因癌症而逝世。
海斗
夏美同父異母的弟弟。

## 創作
《春的詛咒》原本是小西明日翔上載至其個人網站的小說作品，至推出漫畫前都尚未完成。他一直都有在寫小說，自從迷上了《Fate/Zero》這部動畫後，也開始畫一些插圖。這部小說的創作意念始於「妹妹死了」這個設定，然後不考慮故事發展，總之先寫下故事，再去考慮創作角色的問題。在小西開始畫漫畫前的三至四個月，他跟主角夏美一樣有家人住院，一直到醫院探病和陪同檢查。2015年4月1日是他初次跟責任編輯見面的日子；在3天後，他那位家人就去世了。小西在訪談中指在跟責任編輯開會時尚未有故事內容，但在家人去世後劇情就立即成形，故他形容從結果上看，《春的詛咒》是從這次家人去世的經驗中誕生的作品。
漫畫標題原本定為《春天至死》（死ぬまで春），出於故事中夏美跟冬吾談起以前一家人到富良野旅行，去看薰衣草花田的一幕，取「至死都忘不了跟春一起看的春天薰衣草花田景色」的雙重意思。之後發現薰衣草其實是開於初夏7月的花朵，還有從一開始就已經有「詛咒」的構想，所以將標題改為《春的詛咒》。第1話中夏美心中的獨白「事已至此，就算是詛咒也無妨」就是在回應這個標題。角色名字中含有季節的設定是在創作中途才加上去的。

## 出版書籍
| 卷數 | 一迅社         | 一迅社                 | 東立出版社     | 東立出版社             |
| 卷數 | 發售日期       | ISBN                   | 發售日期       | ISBN                   |
| ---- | -------------- | ---------------------- | -------------- | ---------------------- |
| 1    | 2016年4月25日  | ISBN 978-4-7580-3181-3 | 2016年12月16日 | ISBN 978-986-482-084-9 |
| 2    | 2016年12月24日 | ISBN 978-4-7580-3248-3 | 2018年11月23日 | ISBN 978-986-482-085-6 |

## 迴響
本作獲得《這本漫畫真厲害！2017》女生篇第2名。

## 電視劇
2021年4月7日，宣佈獲改編為東京電視台時段（即逢星期六23:25 - 23:55）電視劇，主演為飾演「立花夏美」的高橋光，導演和編劇為落合正幸。這次是高橋光首次主演和參演東京電視台的電視劇。4月24日，宣佈首播日期為5月22日，並公佈兩名主要角色的演員——飾演「柊冬吾」的工藤阿須加和飾演「立花春」的櫻田日和。5月8日，公佈男主角母親「柊聖美」的演員為高島禮子。5月15日，公佈主題曲為tricot主唱的。

### 工作人員
- 原作：小西明日翔
- 導演、編劇：落合正幸
- 出品：稻田秀樹（東京電視台）
- 製作人：矢之口真實（The icon）、澀谷未來（The icon）
- 音樂：澤田完
- 主題曲：tricot
- 製作協力：The icon
- 製作：東京電視台

### 演員列表
- 立花夏美：高橋光[11]
- 柊冬吾：工藤阿須加[12]
- 立花春：櫻田日和[12]
- 柊聖美：高島禮子[13]
- 立花浩司：飯田基祐
- 立花芳江：河井青葉
- 柊真由子：結城萌
- 柊篤實：藥丸翔
- 柊俊策：津村和幸

## 外部連結
- 漫畫官方網站（日語）
- 電視劇官方網站（日語）